# أورلاندو برادو
أورلاندو برادو (بالإسبانية: Orlando Prado)‏ هو لاعب كرة قدم بيروفي في مركز الدفاع، ولد في 16 فبراير 1972 في ليما في بيرو. شارك مع منتخب بيرو لكرة القدم. أما مع النوادي، فقد لعب مع نادي سبورتينغ كريستال.

## وصلات خارجية
- أورلاندو برادو على موقع قاعدة بيانات كرة القدم.إي يو (الإنجليزية)
- أورلاندو برادو على موقع ناشيونال فوتبول تيمز (الإنجليزية)